# Lüxheim
Lüxheim is een plaats in de Duitse gemeente Vettweiß, deelstaat Noordrijn-Westfalen, en telt 400 inwoners (2007).
Het dorp ligt ten zuiden van Nörvenich aan de Bundesstraße 477. Het ligt in de Zülpicher Börde, een door suikerbieten- en aardappelakkers gedomineerd, bijna boomloos landschap.